# Koku Konu
Koku Konu   (segle XX) és arquitecte, teòric i comissari. Va estudiar al Canterbury College of Art. Actualment és director de DKR Associates i de la Creative Intelligence Agency a Lagos, que promou la creativitat en el camp de l'arquitectura i l'urbanisme.
Entre els seus projectes, destaquen Lagos 2000, una proposta de regeneració urbana pel centre d'aquesta ciutat i What is all the fss about? Eurotour 2000, un tour artístic, arquitectònic i cultural a través de sis països europeus.